# Pāmarru
Pāmarru är en ort i Indien.   Den ligger i distriktet Krishna och delstaten Andhra Pradesh, i den södra delen av landet, 1 400 km söder om huvudstaden New Delhi. Pāmarru ligger 10 meter över havet och antalet invånare är 21 395.
Terrängen runt Pāmarru är mycket platt. Runt Pāmarru är det tätbefolkat, med 476 invånare per kvadratkilometer. Närmaste större samhälle är Gudivada, 12,8 km norr om Pāmarru. Trakten runt Pāmarru består till största delen av jordbruksmark.